# Ji Mingyi
Ji Mingyi (chinois : 季铭义) (né le 15 décembre 1980 à Dalian dans le Liaoning) est un joueur de football international chinois, qui évoluait au poste de défenseur.

## Biographie

### Carrière en sélection
Avec l'équipe de Chine, il dispute 20 matchs (pour aucun but inscrit) entre 2003 et 2007. Il figure notamment dans le groupe des sélectionnés lors des Coupes d'Asie des nations de 2004 et de 2007.

## Palmarès
Dalian Shide
- Championnat de Chine (4) :
  - Champion : 2000, 2001, 2002 et 2005.

- Coupe de Chine (2) :
  - Vainqueur : 2001 et 2005.